# Doorvaarthoogte
De doorvaarthoogte van een brug is de maximale hoogte waarmee een schip er ongehinderd onderdoor kan varen, en wordt doorgaans gemeten vanaf het gemiddelde niveau van het wateroppervlak. 
De doorvaarthoogte van een schip is de afstand van de waterlijn tot het hoogste vaste punt van het vaartuig. Dat is meestal de mast. 
De Van Brienenoordbrug heeft bijvoorbeeld een doorvaarthoogte van 24 meter: schepen die meer dan zo'n 22 meter boven het wateroppervlak uitsteken, moeten wachten tot de brug geopend wordt voordat de reis kan worden voortgezet. Op sommige wat rustigere wateren nemen schippers ook weleens genoegen met een marge van minder dan 20 cm. In dit soort gevallen gaat het dan ook vaak fout. Aan de onderkant van de wat lagere bruggen zijn vaak krassen van boten zichtbaar die met het dak van de stuurhut de brug hebben geschampt.
De doorvaarthoogte is afhankelijk van de waterstand, bij veel bruggen over rivieren en getijdewateren is de hoogte dan ook aangegeven als een schaalverdeling op een van de pijlers.
Bij zwaardere belading zal het schip dieper in het water liggen en wordt zijn doorvaarthoogte kleiner. Sommige schepen kunnen de hoogste delen zoals de mast en soms zelfs de stuurhut laten zakken om hun doorvaarthoogte verder te beperken. Een andere methode is bij de brug de snelheid flink op te voeren; het schip zinkt dan in een fenomeen dat squat genoemd wordt.